# Persian Gulf International Airport
Persian Gulf International Airport (persiska: فرودگاه خلیج فارس) är en flygplats i Iran.   Den ligger i provinsen Bushehr, i den södra delen av landet, 900 km söder om huvudstaden Teheran. Persian Gulf International Airport ligger 10 meter över havet.
Terrängen runt Persian Gulf International Airport är platt åt sydväst, men åt nordost är den kuperad.Runt Persian Gulf International Airport är det glesbefolkat, med 14 invånare per kvadratkilometer. Närmaste större samhälle är Besātīn, 7,6 km väster om Persian Gulf International Airport. Trakten runt Persian Gulf International Airport är ofruktbar med lite eller ingen växtlighet.